# Terenura sharpei
Terenura sharpei е вид птица от семейство Thamnophilidae. Видът е застрашен от изчезване.

## Разпространение
Видът е разпространен в Боливия и Перу.